# Jean Lartéguy
 (février 2017).
Si vous disposez d'ouvrages ou d'articles de référence ou si vous connaissez des sites web de qualité traitant du thème abordé ici, merci de compléter l'article en donnant les références utiles à sa vérifiabilité et en les liant à la section « Notes et références ».
Pour les articles homonymes, voir Osty et Lartéguy.
Lucien Osty, dit Jean Lartéguy, est un écrivain et journaliste français, né le 5 septembre 1920 à Maisons-Alfort et mort le 23 février 2011 à l'hôtel des Invalides à Paris,.

## Biographie
Jean Lartéguy vit son enfance en Lozère à Aumont-Aubrac, terroir d'origine de son oncle, le chanoine Émile Osty.
Il passe sa licence d'histoire à Toulouse et devient secrétaire de l'historien Joseph Calmette.
Il s'engage comme volontaire en octobre 1939 au 155e régiment d'infanterie de forteresse. Pendant l'Occupation, il s'évade de France en mars 1942 en passant par l'Espagne où il est interné pendant neuf mois. Il est formé à l'École militaire de Cherchell, alors « Cherchell-Médiouna », avant de rejoindre l'Armée française de la Libération comme officier dans les commandos d'Afrique. Il sert sept ans comme officier d'active au 5e Régiment d'infanterie avant de rejoindre la réserve avec le grade de capitaine. Il est blessé en Corée. Plusieurs fois décoré : Légion d'honneur, croix de guerre 1939-1945 (deux étoiles de bronze), croix de guerre TOE (une étoile de vermeil) avec quatre citations supplémentaires sans croix, croix du combattant volontaire avec agrafes « 1939-1945 » et « Corée ».
Lartéguy est, témoin comme correspondant de guerre, notamment pour Paris Match, ou acteur de nombreux événements majeurs de la seconde moitié du XXe siècle : révolution d'Azerbaïdjan, guerre de Palestine, guerre de Corée (blessé à l'attaque de Crève-Cœur), Indochine, Algérie puis Viêt Nam, révolutions en Amérique latine, etc. Il est grand reporter à Paris-Presse à partir de 1952 et reçoit le prix Albert-Londres en 1955.
Il est le père de deux filles, Ariane et Diane.
Jean Lartéguy s'éteint le 23 février 2011 à 90 ans ; une messe funéraire est célébrée en la chapelle Saint-Louis des Invalides le 2 mars 2011 (aumônerie militaire catholique). Il est inhumé au carré militaire du cimetière de Vaugirard.
Une promotion du 4e bataillon de l'École spéciale militaire de Saint-Cyr (élèves-officiers sous contrat et de réserve) porte son nom depuis le 9 décembre 2016.

## Œuvre
La décolonisation est traitée à travers des reportages et des romans inspirés par sa propre expérience, marquée notamment par les campagnes guerrières, la fraternité d'armes, l'amertume de combattants sacrifiés en vain, et leur tristesse de voir des familles qui leur avaient fait confiance abandonnées aux massacres des « libérateurs ». Il explique pourquoi les populations indochinoises se sentirent trahies, faute de réformes pourtant promises au lendemain de la Seconde Guerre mondiale. Les origines de l'OAS sont décrites dans le fiasco politique qui conclut la guerre d'Algérie. Lartéguy est également l'auteur de grands reportages, au Japon entre autres, et d'œuvres historiques comme Mourir pour Jérusalem.
Son roman Les Centurions, paru en 1960, a pour trame la guerre d'Algérie ; il se vend à plus d'un million d'exemplaires. Le général David Petraeus, commandant des forces américaines en Irak, puis en Afghanistan est un lecteur passionné du roman. Dans un chapitre du roman Les Centurions, Lartéguy décrit l'importance de mener contre des insurgés une guerre non conventionnelle visant à séparer ces insurgés de la population qui assure son ravitaillement et sa couverture, ; cette illustration de la doctrine française de la contre-insurrection a largement contribué à la répandre, notamment chez les militaires argentins. Le livre est dédié à son camarade le commandant Jean Pouget et selon Jean Lacouture, il lui doit une large part de sa documentation.
Son message politique est anticommuniste et colonialiste, mais porte un jugement sévère sur certains travers du système colonial, et sur la duplicité criminelle de dirigeants politiques qui promettent aux officiers et aux populations que la France restera aux colonies, à l'heure même où ils entament des négociations d'indépendance. Lartéguy rapporte également l'attitude de certains Français qui n'hésitent pas à apporter un soutien moral voire logistique à des mouvements de libération qui combattent les troupes françaises, ce qui renforce son anticommunisme.

## Publications
Années 1950 :
- Du sang sur les collines (1954), Gallimard, roman.
- La Ville étranglée (1955), Julliard, roman.
- Les Âmes errantes (1956), Albin Michel, roman.
- La Tragédie du Maroc interdit (1957), Éditions les 4 fils Aymon.
- Les Clefs de l'Afrique : femmes, confréries et fétiches (1957), Albin Michel (titre alternatif : Clefs pour l'Afrique).
- Sahara an I (1958), Gallimard.

Années 1960 :
- Les dieux meurent en Algérie (1960), Éditions de la pensée moderne (1998), Trésor du patrimoine (textes de Jean Lartéguy, photos de Marc Flament).
- Les Centurions (1960), Presse de la Cité[12].
- La Grande Aventure de Lacq (1961), Gallimard.
- Les Prétoriens (1961), Presses de la Cité.
- Le Mal jaune, roman (1962), Presses de la Cité (première partie Hanoï ou la ville étranglée et deuxième partie Saigon ou les âmes errantes) ; (1965), Pocket.
- Les Baladins de la Margeride (1962), Presses de la Cité (1965), Cercle du Bibliophile (1969), Pocket.
- Les Mercenaires (1960), Presses de la Cité, roman (paru d'abord sous le titre « Du sang sur les collines », sans aucun succès, réédité avec le nouveau titre à la suite du succès des « Centurions »).
- Les Chimères noires (1963), Presses de la Cité, roman (édition poche en 1967).
- Guerre d'Algérie, deux volumes:

1. Les Centurions, (1964), Pocket, roman.
2. Les Prétoriens (1964), Pocket, roman.

- Le Paravent japonais (1964), Raoul Solar, reportage
- Les Tambours de bronze (1965), Presses de la Cité, roman.
- Un million de dollars le Viet (1965), Raoul Solar Éditeur.
- Sauveterre (1966), Presses de la Cité (1970), Pocket.
- Les Guérilleros (1967), Raoul Solar (1972) Pocket, reportage.
- Les Murailles d'Israël (1968), Pocket, récit.
- Les Centurions du Roi David, photographies Alain Taieb (1968), La Pensée Moderne, album.
- Ces voix qui nous viennent de la mer (1969) Solar/éditeur.
- Tout homme est une guerre civile, deux volumes[13].

1. Le Prêtre astronome (1969), Presses de la Cité.
2. Les Libertadors (1970), Presses de la Cité.

Années 1970 :
- Voyage au bout de la guerre (1971), Presses de la Cité[14].
- Lettre ouverte aux bonnes femmes (1972), Albin Michel.
- Le Protecteur (1972), Mercure de France, théâtre.
- Enquête sur un crucifié (1973), J'ai Lu, roman.
- Les Rois mendiants (1975), roman.
- L'Adieu à Saïgon (1975), Presses de la Cité, Paris
- Tout l'or du diable (1975), Presses de la Cité.
- Fiu-Tahiti, la pirogue et la bombe (1976), Presses de la Cité[15].
- Les Rois mendiants (1977), J'ai Lu, roman.
- La Guerre nue (1977), Pocket. Il s'agit d'un recueil d'entretiens avec François Poli, à caractère autobiographique.
- Le Dragon, le Maître du ciel et ses Sept Filles (1978), éditions G.P.
- Les Naufragés du soleil, trois romans.

1. Le Gaur de la rivière noire (1978), J'ai Lu, roman.

- La Fabuleuse Aventure du peuple de l'opium (1979), Presses de la Cité.

Années 1980 :
1. Les naufragés du Soleil (1978), J'ai Lu, roman.
2. Le Cheval de feu (1980), J'ai Lu, roman.
3. Le Baron céleste (1982), J'ai Lu, roman.

- Dieu, l'Or et le Sang (1980), Presses de la Cité.
- Le Commandant du Nord (1982), Presses de la Cité, roman.
- Liban - 8 jours pour mourir (1984), Presses de la Cité.
- Marco Polo espion de Venise (1984), Pocket.
- Soldats perdus et fous de Dieu, Indochine 1954-1955 (1986), Presses de la Cité.
- L'Or de Baal (1987), Gallimard.
- Tahiti (1988), Pocket.
- L'Ombre de la guerre, deux volumes:

1. Le Joueur de flûte (1989), Presses de la Cité.
2. La Saltimbanque (1990), Presses de la Cité.

Années 1990 :
- Le Roi noir (1991), éditions de Fallois, roman.
- Triple Jeu : L'Espion Déricourt (1992), Laffont.
- Mourir pour Jérusalem (1995), éditions de Fallois, histoire.
- Traquenard (1996), Presses de la Cité.

Compilations
- Récits de guerre (1989), Omnibus, compilation.
  - Les Mercenaires, Les Centurions, Les Prétoriens, Le Mal jaune, Les Tambours de bronze.
- Le Mal d'Indochine (1994), Omnibus, compilation.
  - Enquête sur un crucifié, L'Adieu à Saigon, Les Naufragés du soleil.
- La Nuit africaine (1996), Omnibus, compilation.
  - Les Chimères noires, Les Rois mendiants, Le Commandant du Nord, Le Roi noir.
- Indochine (2004), Omnibus, compilation.
- Si tu reviens en Margeride… (1997), Omnibus, compilation.
  - Sauveterre, Les Baladins de la Margeride, L'Ombre de la guerre : Le Joueur de flûte, L'Ombre de la guerre : La Saltimbanque.

## Décorations
- Chevalier de la Légion d'honneur (1956)
- Croix de guerre 1939–1945
- Croix de guerre des Théâtres d'opérations extérieurs
- Croix du combattant volontaire
- Médaille commémorative française de la guerre 1939–1945
- Médaille commémorative de la campagne d'Indochine

## Divers
- Neveu du chanoine Émile Osty, auteur d'une traduction de la bible qui porte son nom.
- Inspiré par Jean-Jacques Beucler, un de ses héros.
- Pierre-Noël Raspéguy, personnage du roman Les Centurions est inspiré de Marcel Bigeard.
- La promotion 2016-2017 du 4e bataillon de l'École spéciale militaire de Saint-Cyr s'est baptisée : « Promotion capitaine Larteguy ».

## Cinéma
- Les Centurions (1966) : film très librement adapté du roman de Jean Lartéguy, réalisé par Mark Robson.

- Scénariste des films :  Ramuntcho (1959), Le Sahara brûle (1961) et L'Inconnu dans la maison (1992).